# Кен Ріардон
Кен Ріардон (англ. Ken Reardon, нар. 1 квітня 1921, Вінніпег — пом. 15 березня 2008, Сен-Совер) — канадський хокеїст, що грав на позиції захисника.
Член Зали слави хокею з 1966 року. Володар Кубка Стенлі. 
Його старший брат — Террі Ріардон також був гравцем НХЛ.

## Ігрова кар'єра
Хокейну кар'єру розпочав 1937 року.
Усю професійну клубну ігрову кар'єру, що тривала 11 років, провів, захищаючи кольори команди «Монреаль Канадієнс».
Загалом провів 372 матчі в НХЛ, включаючи 31 гру плей-оф Кубка Стенлі.

## Інше
Після завершення кар'єри гравця залишився в структурі клубу «Монреаль Канадієнс», де спочатку був одним із асистентів головного тренера, а надалі віце-президентом.

## Нагороди та досягнення
- Володар Кубка Аллана — 1943.
- Володар Кубка Стенлі в складі «Монреаль Канадієнс» — 1946 (як гравець), 1956 (як асистент головного тренера), 1957, 1958, 1959, 1960 (як віце-президент).
- Друга команда всіх зірок НХЛ — 1946, 1948, 1949.
- Учасник матчу усіх зірок НХЛ — 1947, 1948, 1949.
- Перша команда всіх зірок НХЛ — 1947, 1950.

## Статистика
| Сезон        | Клуб                    | Ліга         | Регулярний сезон | Регулярний сезон | Регулярний сезон | Регулярний сезон | Регулярний сезон | Плей-оф | Плей-оф | Плей-оф | Плей-оф | Плей-оф |
| Сезон        | Клуб                    | Ліга         | І                | Г                | П                | О                | ШХ               | І       | Г       | П       | О       | ШХ      |
| ------------ | ----------------------- | ------------ | ---------------- | ---------------- | ---------------- | ---------------- | ---------------- | ------- | ------- | ------- | ------- | ------- |
| 1937–38      | «Блю Рівер Ребелс»      | БКЮХЛ        | —                | —                | —                | —                | —                | —       | —       | —       | —       | —       |
| 1938–39      | «Едмонтон Атлетік Клуб» | ЕЮХЛ         | 9                | 0                | 1                | 1                | 15               | 2       | 0       | 2       | 2       | —       |
| 1938–39      | «Едмонтон Атлетік Клуб» | МК           | —                | —                | —                | —                | —                | 2       | 0       | 1       | 1       | 0       |
| 1939–40      | «Едмонтон Атлетік Клуб» | ЕЮХЛ         | 10               | —                | —                | —                | 42               | 4       | 0       | 2       | 2       | 8       |
| 1939–40      | «Едмонтон Атлетік Клуб» | МК           | —                | —                | —                | —                | —                | 14      | 18      | 13      | 31      | 46      |
| 1940–41      | «Монреаль Канадієнс»    | НХЛ          | 34               | 2                | 8                | 10               | 41               | 3       | 0       | 0       | 0       | 4       |
| 1941–42      | «Монреаль Канадієнс»    | НХЛ          | 41               | 3                | 12               | 15               | 93               | 3       | 0       | 0       | 0       | 4       |
| 1942–43      | «Оттава Командос»       | ОМХЛ         | 26               | 7                | 16               | 23               | 77               | 23      | 3       | 9       | 12      | 47      |
| 1942–43      | «Оттава Амі»            | ОМХЛ         | 10               | 10               | 7                | 17               | 15               | —       | —       | —       | —       | —       |
| 1943–44      | «Оттава Командос»       | ОМХЛ         | 1                | 1                | 0                | 1                | 0                | —       | —       | —       | —       | —       |
| 1945–46      | «Монреаль Канадієнс»    | НХЛ          | 43               | 5                | 4                | 9                | 45               | 9       | 1       | 1       | 2       | 4       |
| 1945–46      | «Монреаль Роялс»        | КСХЛ         | 2                | 0                | 0                | 0                | 4                | —       | —       | —       | —       | —       |
| 1946–47      | «Монреаль Канадієнс»    | НХЛ          | 52               | 5                | 17               | 22               | 84               | 7       | 1       | 2       | 3       | 20      |
| 1947–48      | «Монреаль Канадієнс»    | НХЛ          | 58               | 7                | 15               | 22               | 129              | —       | —       | —       | —       | —       |
| 1948–49      | «Монреаль Канадієнс»    | НХЛ          | 46               | 3                | 13               | 16               | 103              | 7       | 0       | 0       | 0       | 18      |
| 1949–50      | «Монреаль Канадієнс»    | НХЛ          | 67               | 1                | 27               | 28               | 109              | 2       | 0       | 2       | 2       | 12      |
| Усього в НХЛ | Усього в НХЛ            | Усього в НХЛ | 341              | 26               | 96               | 122              | 604              | 31      | 2       | 5       | 7       | 62      |